# محرشفة إيرلندية
محرشفة صغيرة الفويهة (الاسم العلمي: Hymenolepis microstoma) هي نوع من الحيوانات تتبع جنس المحرشفة من فصيلة المحرشفات.